# Тиміш Хмельницький
Ти́міш Богда́нович Хмельни́цький (1632, Суботів — 22 вересня (15 вересня) 1653, Сучава) — український військовий і політичний діяч, козацький отаман, один із учасників і керівників Хмельниччини. Старший син гетьмана Богдана Хмельницького. В джерелах також зустрічається як Тіміш (Тимош) Хмельниченко.

## Біографія
Народився 1632 року в Суботові. За даними в джерелах, Тиміш був низького росту, рудий та мав ластовиння на обличчі.
У лютому—березні 1648 року внаслідок переговорів гетьмана Богдана Хмельницького з Кримським ханом Іслямом-Ґераєм III і укладення угоди про спільну боротьбу проти Речі Посполитої Тимоша залишили заручником у Бахчисараї. З 1648 року Тиміш був чигиринським сотником і разом з батьком брав участь у походах української армії в Галичину, Зборівській битві 1649 року, Берестецькій битві 1651 року, Батозькій битві 1652 року, під час яких відзначився відвагою та хоробрістю.
Після здобуття українськими військами столиці Молдавського князівства Ясс укладено українсько-молдовський союз, для зміцнення якого Тиміш одружився з дочкою правителя Молдови Василя Лупула — Розандою. Цей шлюб — дуже важливий факт, оскільки завдяки цьому шлюбу родина Хмельницьких породичалась з найвпливовішими вельможними родинами тогочасної Східної і Центральної Європи — Радзивіллами (Іван Радзивілл був одружений із сестрою Розанди), з Конецпольськими, Жолкевськими, Вишневецькими, Збаразькими, та іншими значними родами Речі Посполитої, отже, Богдан Хмельницький у певному розумінні став на одному суспільному рівні з ними.
На думку відомого українського історика Ярослава Дашкевича:
| «Шлюб Тимоша з Розандою (Роксандою), дочкою молдавського господаря Василя Лупу, мабуть, албанця за національністю — шлюб, вимушений збройною рукою в Яссах 1652 р., — свідчить про династичні плани цілком переконливо. Далекоглядна політична комбінація цього шлюбу полягає не лише у претендуванні Тимоша на молдавський престол, але і способі поєднання — шляхом посвоячення — з фактичним правителем Литви, литовським великим гетьманом Янушем Радвилою (Радивилом), що 1645 р. одружився із старшою сестрою Розанди Оленою» |
Союз України з Молдавським князівством викликав занепокоєння у трансильванського князя Дєрдя II Ракоці і волоського господаря Матея Басараба, які, об'єднавшись із загонами претендента на молдовський престол канцлера (логофета) Георгія Штефана, розпочали війну проти Лупула. У квітні 1653 року об'єднані сили противників Василя Лупула захопили Ясси і посадили на молдовський престол Штефана. На допомогу Лупулу прийшла українська армія на чолі з Хмельницьким, яка 1—2 травня 1653 року розгромила загони Георгія Штефана під Яссами. Намагаючись зміцнити успіх, Хмельницький розпочав наступ на Волощину, проте 17 травня зазнав поразки у битві під Финтою і змушений відступити. Намагаючись допомогти своєму тестеві, загони якого було оточено об'єднаними волосько-польськими силами у Сучавській фортеці (тепер Румунія), Тиміш на чолі 9-тисячного козацького загону 10 серпня прорвався до міста.
У першій декаді серпня гетьман Богдан відправив до Молдовського князівства новий козацький корпус на чолі з Тимошем та зятем Лупулом.
17 чи 18 серпня козаки увійшли до Сучави. Тиміш проводив свій марш кількома колонами, пустошачи країну з метою спровокувати Штефана відійти від Сучави, а також не даючи можливість точно локалізувати напрямок походу своїх головних сил. У результаті Штефан зняв облогу і Тиміш зміг увійти до Сучави, практично не зустрівши опору (блокуючий загін у 500 вояків, залишений Штефаном, було легко розбито).
21 серпня військо Георгія Штефана підійшло до Сучави і спробувало з наскоку взяти козацький табір під стінами фортеці. Ця спроба повністю провалилася, оскільки за кілька днів, що пройшли від приходу до Сучави, козаки зуміли звести сильні укріплення; почалася облога фортеці. 2 тисячі татар, що прийшли із Тимошем, поставили умову, щоб вийти з табору, поки в них ще були коні.
Після початку облоги Тиміш послав листа до Богдана Хмельницького, прохаючи про допомогу. 29 серпня Хмельницький одержав тривожного листа від сина, який просив підкріплення. Проте, маючи в Чигирині тільки 10 000 вояків (інші полки збиралися під Білою Церквою), перед загрозою наступу поляків не наважився відправити до Сучави великі сили (кілька тисяч козаків не могли врятувати ситуації). Тому відписав Тимошу, що наразі не може надіслати підкріплення й радив оборонятися. Джерела свідчать, що після цього гетьман тричі розсилав універсали старшинам з наказом збиратися на допомогу обложеним у Сучаві, але вони не хотіли його виконувати. У другій декаді вересня в Рашкові зібралися лише два полки козаків.
До найтяжчих боїв дійшло 10—12 вересня, коли козаки спробували прорвати облогу. До такої дієвості, скоріше за все, спричинило те, що в фортеці стала даватися взнаки блокада — закінчувалися харчі, порох, ставало сутужно з водою. Крім того, козаки могли вирішити, що прибулий у першій декаді вересня загін Денгоффа є лише авангардом більшого війська.
Тиміш сформував ударну групу, що налічувала до 5 тисяч вояків, і спрямував головний удар на позиції семигородців. Козакам вдалося вдертися на вали і навіть захопити кілька гармат, але у ході контратаки козаків було відкинуто. Це спричинило до певного замішання серед козаків, тому командування облогою вирішило використати цей момент для генерального штурму.
Штурм розпочався 11 вересня пополудні і тривав три години. Свіжим драгунам Денгоффа вдалося вдертися на козацькі вали, але звідти їх вибили оборонці. Козаки не вживали вогнепальної зброї (вірогідно тому, що у них закінчувався порох). Нападники зазнали дуже великих втрат: 1500 молдован, волохів і семигородців, 800 поляків. Очевидці писали про те, що польські трупи повністю заповнили вал перед козацькими шанцями. У польських драгунів залишився живим лише один капітан, а всі інші офіцери загинули. Почалися сварки між поляками та їхніми союзниками щодо того, хто ж винен у поразці штурму.
Козакам не вдалося використати свій великий успіх. Хоча наступної ночі вони спробували знищити блокгауз перед польськими шанцями, і майже досягли успіху, атакувавши його несподівано у темряві, оборонці змогли протриматися (відбиваючись у тому числі ручними гранатами) до підходу своєї кінноти, що відігнала козаків до їхнього табору.
12 вересня 1653 року під час захисту фортеці спочатку, під час гарматного обстрілу Тимоша поранили в стегно біля пахвини. Під час інспектування козацьких шанців вороже ядро вдарило в гармату, біля якої він стояв, розтрощило лафет і поранило козацького командира. Інший варіант загибелі Хмельницького каже, що козак-перебіжчик вказав обложцям на зелений намет Тимоша. Туди націлили гармату, яка влучила ядром в якусь скриню, уламки якої поранили гетьманича (тому вороги казали, що він помер не вояцькою смертю, а мужицькою — «від кия»). Почалася гангрена, від якої 15 вересня 1653 року він помер. Після смерті Тимоша сучавський гарнізон під керівництвом колишнього полковника І. Федоренка продовжував оборону фортеці й змусив противника 19 жовтня укласти почесні умови перемир'я, за яким козаки в повному озброєнні вийшли зі Сучави і забрали з собою його тіло. 22 жовтня скорботний кортеж прибув до Чигирина. 27 грудня 1653 року (за іншими даними — 30 грудня) Тимоша поховали у церкві в Суботові.

## У мистецтві
- у кінематографі — «Гетьман» (2015) — фільм режисера Валерія Ямбурського[1];
- у літературі — історична повість Ольги Рогової «Тиміш Хмельниченко».

## Портрети Тимоша й Розанди
Восени 2016 року до Львівського історичного музею повернулися два весільні портрети (диптихи) Розанди Лупул і Тиміша Хмельницького, які викрали з музею на початку 1960-х років. У 1972 році їх списали, бо вважали безнадійно втраченими. Портрет Розанди 11 вересня 2016 року був виставлений на найбільшому онлайн-аукціоні для колекціонерів, а власник назвав цей лот «знахідкою з горища» і оцінив в одну гривню. Працівники музею випадково виявили в Інтернеті портрет Розанди і повідомили адміністрацію музею, яка звернулася до правоохоронних органів.
За сприяння Служби безпеки України у Львівській області (за допомоги управління СБУ у Кіровоградській області) з'ясували, що портрети в Україні, в Кіровоградській області. Власник картин зателефонував до дирекції Львівського історичного музею і запропонував повернути ці роботи. На портретах збереглися бірки колекціонера Владислава Лозинського, який свого часу передав роботи до музею.